# Giovanni Giusti del Giardino
Giovanni Giusti del Giardino (Padova, 17 marzo 1877 – Verona, 23 febbraio 1932) è stato un ufficiale italiano della prima guerra mondiale.

## Biografia
Proveniente da una famiglia di antica nobiltà toscana, passata a Verona al servizio di Cangrande I della Scala nel XIV secolo, seguì la carriera militare.
Capitano aiutante maggiore del 4º Reggimento "Genova Cavalleria", si distinse durante la settima battaglia dell'Isonzo, ricevendo la medaglia di bronzo al valor militare sulla "quota 144". L'estate successiva, dietro sua richiesta, passò al 152º Reggimento fanteria "Sassari" come tenente colonnello.
Dopo aver combattuto sul monte Valbella, dove restò ferito, prese parte alla battaglia del solstizio lungo il fronte del Piave. Il 16 giugno, nel tentativo di liberare l'abitato di Croce, fu ferito e fatto prigioniero.
Al termine del conflitto, fu posto alla testa del Reggimento "Closca", formato da ex prigionieri di guerra rumeni, e lo accompagnò in patria. Nel marzo 1920 lasciò l'esercito.
Più tardi fu vicepodestà di Verona, dove morì nel 1932.
Sposato alla Eleonora Albertini, anch'ella nobile di Verona, era il padre del capitano Francesco Giusti del Giardino, comandante il 1º squadrone autoblindo del Reggimento Cavalleggeri di Lodi, caduto in combattimento sulla linea del Mareth, il 25 novembre 1942. Il fratello maggiore, ing. Francesco Giusti del Giardino, fu senatore del regno e fondatore della prima industria italiana di automobili, nel 1894. Il cugino del padre, Vettor Giusti del Giardino fu pure senatore.